# Galla (moglie di Giulio Costanzo)
Galla (fl. 325 circa) è stata un'esponente della dinastia costantiniana che regnò sull'Impero romano.

## Biografia
Galla era la sorella del console Nerazio Cereale e del prefetto del pretorio Vulcacio Rufino.
Sposò Giulio Costanzo, figlio dell'imperatore Costanzo Cloro e fratellastro dell'imperatore Costantino I. Dalla loro unione nacque un figlio morto assieme al padre nelle purghe del 337, una figlia che sposò il cugino Costanzo II, e infine Costanzo Gallo, poi cesare d'Oriente, nato attorno al 325.
Galla premorì al marito, in quanto Gallo fu poi affidato alle cure di un vescovo.